# Ernest Cambier

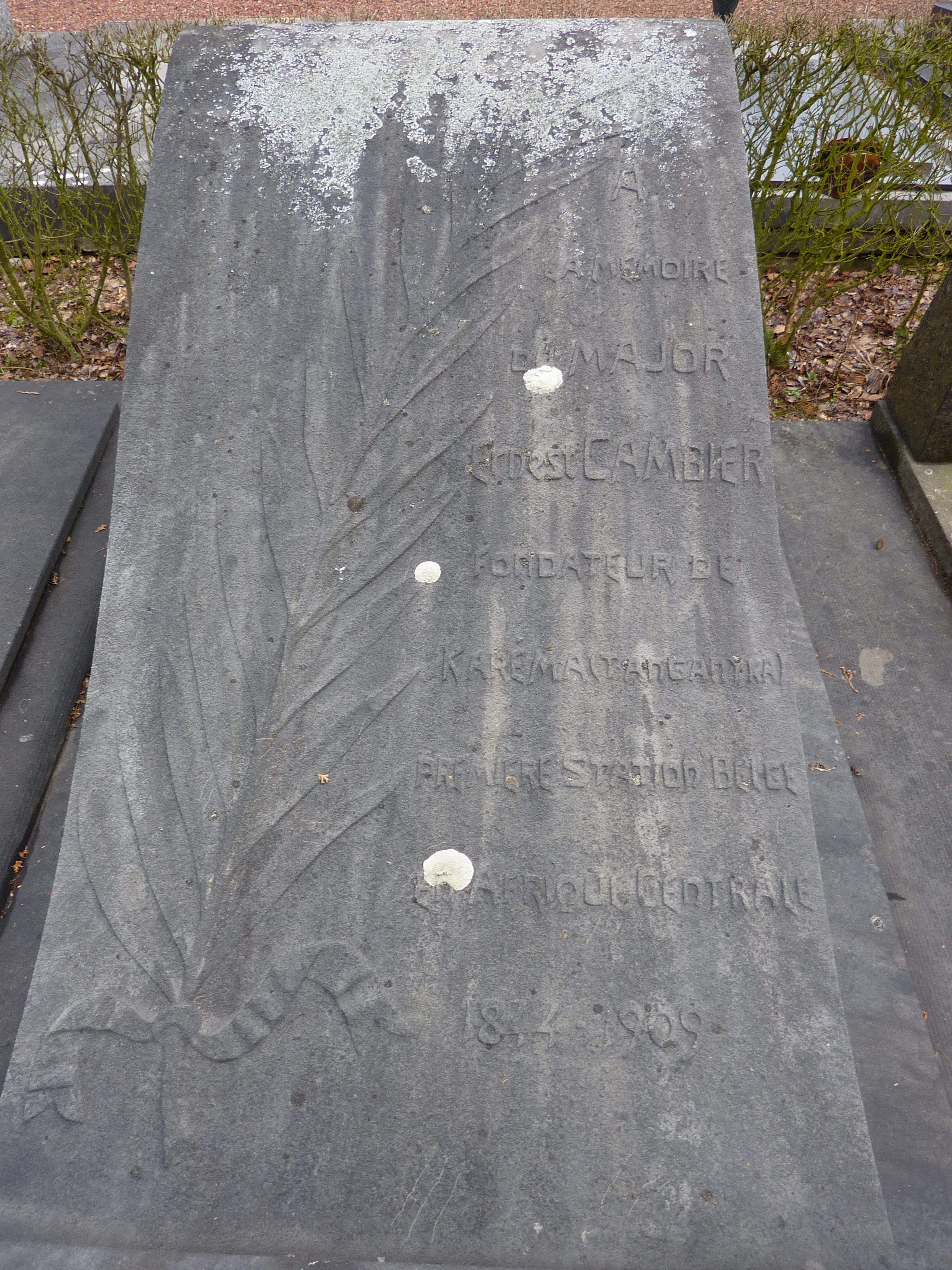
Graf van Cambier in Schaarbeek

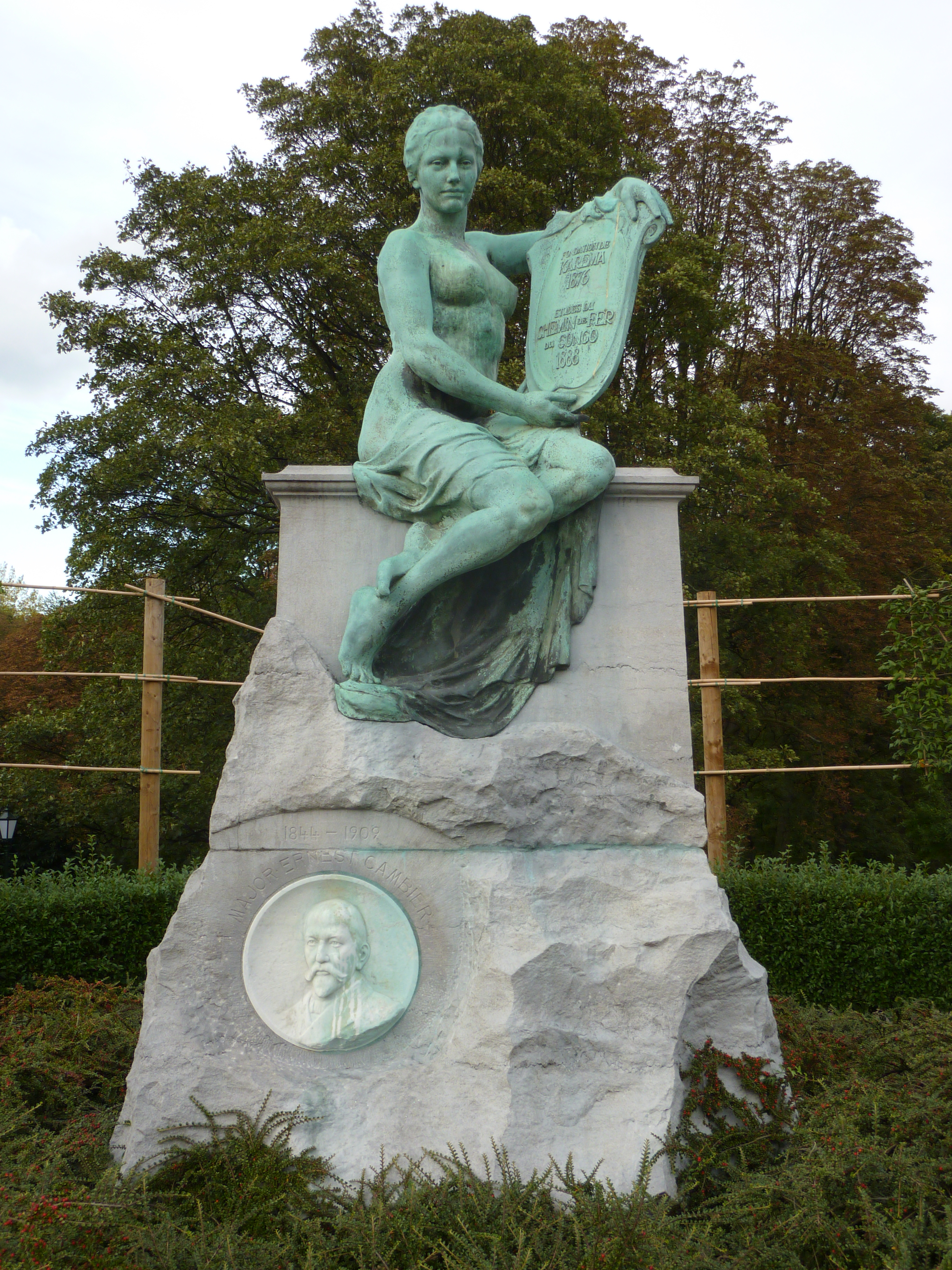
Monument voor Cambier in park Josaphat te Schaarbeek

Ernest François Cambier (Aat, 21 juni 1844 - Watermaal-Bosvoorde, 22 juli 1909) was een Belgisch koloniaal ontdekkingsreiziger in Congo vrijstaat, waar hij de eerste spoorlijn mee creëerde.
Cambier begon eerst een militaire carrière in landmeten met de rang van majoor van het 2e linieregiment. Als leider van de eerste expeditie aan de oostkust richtte hij Karema op (tussen 1877 en 1880). Hij was toen de agent van de Internationale Afrikaanse Vereniging van 1882 tot 1884. Tussen 1887 en 1888 was hij hoofd van de studie-expeditie van de Congo Railroad. Hij nam de rol op van staatsinspecteur van Congo vrijstaat van 1890 tot 1891. Het jaar daarop was hij gedelegeerde van Belgische bedrijven in de Bas-Congo.
Hij was een van de eersten die reageerde op de oproep van Leopold II voor de kolonisatie van Congo.

## Biografie
Ernest François Cambier was de derde zoon van industrieel meubelmaker Emmanuel Marie Joseph Cambier (geboren in Aat 3 juni 1815 en stierf 21 november 1856) en Marie Louise Joseph Frap(p)art (geboren in Aat op 18 december 1808 en stierf daar op 21 juni 1854). De grootvader van vaderszijde van Ernest François, Jean Emmanuel Cambier (stierf in Aat in 1830), werd geboren in Ronse op 13 maart 1774, afstammeling van de familie Cambier die daar sinds 1675 was gevestigd, en hij ging zich vestigen in Aat waar hij trouwde met Marie Thérèse Wittenberg (Aat 1773, Aat 1831).
Zijn vader en moeder vroeg verloren werd de jonge Ernest Cambier ingelijfd als soldaat in de tweede linieregiment op 20 oktober 1859. Hij studeerde aan de Militaire School (maart 1862) en de School of War (nov. 1870).
Ernest Cambier trouwde eerst met Jenny Mottin (die omstreeks 1882 in België stierf nadat zij was gerepatrieerd uit Zanzibar waar ze haar man had vergezeld). Als jonge luitenant in het achtste linieregiment erkende hij op 24 juli 1868 bij notariële akte een buitenechtelijk kind genaamd Hector Arthur Cambier, geboren in Brussel 31 januari 1868, verwekt samen met Isabelle Sterck, een jonge modiste. Deze Hector Cambier werd later een leider van de "Belgische naamloze vennootschap voor de handel van de Boven-Congo" (BSA) en werd gedood door de inboorlingen in 1898.
Toen Ernest Cambier terugkeerde naar Europa, vestigde hij zich in Schaarbeek. De gemeente Schaarbeek heeft een van de straten 'Ernest Cambierlaan' genoemd. Op dezelfde manier heeft de stad Aat een 'rue Ernest Cambier'.

## Exploratie naar het Tanganyika-meer
In 1878 vergezelde hij de eerste expeditie van de Association internationale africaine, geleid door kapitein Louis Crespel, als astronoom en geograaf en met de rang van luitenant van de infanterie.
Bij de dood van Crespel (24 januari 1878), kort daarna gevolgd door de dood van Arnold Maes enkele dagen later, keerde Cambier terug van zijn voorbereidende verkenning en nam hij het bevel over de expeditie. Om het verlies van zijn metgezellen te compenseren, voegde de Internationale Afrikaanse Vereniging Luitenant Wautier en Dr. Dutrieux toe. Vertrekkend van Bagamoyo ging de karavaan, bestaande uit 407 mannen, op 28 juni 1878 richting het Grote Merengebied. Na het verlaten van meer dan driehonderd dragers op één dag, was Ernest Cambier gedwongen de expeditie te reorganiseren. Vervolgens ging hij verder met tachtig mannen, het grootste deel van de zorg voor bagage nalatende aan Wautier en Dutrieux.
Op 30 september kwam hij triomfantelijk het land Ounyamouési binnen. De plaatselijke chef, Mirambo, bood hem een verbond aan door zijn bloedbroer te worden. Ernest Cambier werd nadien versterkt door nieuwe dragers. Hij moest in het dorp tot 22 december wachten op nieuws van Wautier en Dutrieux. Hij werd ook weerhouden door Mirambo die hem veel geschenken gaf. Cambier moest zich echter vanwege hoge koorts terugtrekken van de expeditie. Na een brief te hebben ontvangen waarin de dood van Wautier werd aangekondigd, ging hij op 6 januari 1879 met het grootste deel van de expeditie op zoek naar Kwa-Karoumbo.
Terwijl hij worstelde om betrouwbare dragers te rekruteren, ontving Cambier een brief van de Association internationale africaine die, volgens het advies van Henry Morton Stanley, aangaf dat het station ten zuidoosten van het Tanganyikameer moest worden geplaatst. Cambier accepteerde zijn nieuwe instructies en ging op weg naar wat Karema zou worden. Na vele afwijzingen kon Cambier contact opnemen met de sultan van Karam en hem bevrienden. Hij bereikte op 11 augustus 1879 als enige Europeaan op zijn expeditie de oevers van het Tanganyikameer, en begon Karema Station op te zetten.
Het was hier dat hij de eerste wetenschappelijke functie van de Association internationale africaine oprichtte. Hiervoor kocht hij een oppervlakte van ongeveer 20 km² van de lokale vorsten. Dit grondgebied kan worden beschouwd als het startpunt van wat de Onafhankelijke Congostaat zal worden. In 1885 werd het grondgebied afgestaan aan de Witte Paters.
Hij verliet Bagamoyo en verkende het binnenland van het land Bagamoyo, vergezeld door twee Belgische agenten. Op 4 juli slaagde hij na grote moeilijkheden erin om Unjmawesi te bereiken, waar een van zijn metgezellen stierf aan difterie.

## De spoorwegen van Congo
Naar aanleiding van de reizen van Henry Morton Stanley leek het duidelijk dat zonder een spoorlijn om de watervallen van de rivier de Congo te vermijden, economische ontwikkeling onmogelijk zou zijn. Ernest Cambier, een van de oprichters van CCIC, begon in opdracht van Albert Thys een topografische analyse van Bas-Congo. Het hoofddoel zou zijn om de beste route voor de toekomstige spoorweg te bestuderen. Zijn team bestond uit ingenieurs en landmeters die al in spoorwegbouw ervaren waren.
De eerste schattingen voor de aanleg van de spoorweg werden door Ernest Cambier geschat op 25 miljoen Belgische frank. Het kostte uiteindelijk twee keer zo veel als voorzien. De spoorweg die Matadi met Leopoldstad (het huidige Kinshasa) verbindt, werd tussen 1890 en 1898 gebouwd.